# سانتياغو رايموندا
سانتياغو رايموندا (بالإسبانية: Santiago Raymonda)‏ (3 أبريل 1979 في الأرجنتين - ) هو لاعب كرة قدم أرجنتيني في مركز الوسط. لعب مع أرجنتينوس جونيورز وأرسنال ساراندي وانيستتوتو وبانفيلد وتشاكاريتا جيونيورز وكيلمس وتاليريس كوردوبا وتيبورونيس روخوس دي فيراكروز وأورينتي بيتروليرو وBoca Unidos ‏ وسنترال قرطبة دي روساريو ‏.

## وصلات خارجية
- سانتياغو رايموندا على موقع قاعدة بيانات كرة القدم.إي يو (الإنجليزية)
- سانتياغو رايموندا على موقع Soccerway.com (الإنجليزية)